# Могильовський Спасівський монастир
53°53′43″ пн. ш. 30°20′01″ сх. д. / 53.89522° пн. ш. 30.33349° сх. д.
Могильовський Спасівський монастир (біл. Магілёўскі Спаскі манастыр) — комплекс будівель, який включав кам'яні будівлі у стилі бароко: Спасо-Преображенську церкву, огорожу з воротами і дзвіницею і монастирський корпус. Разом з Могильовським архієрейським палацом і Могильовською духовною семінарією створював єдиний великий містобудівний ансамбль, який займав весь квартал на вул. Вітряний (сучасна Ленінська).

## Історія

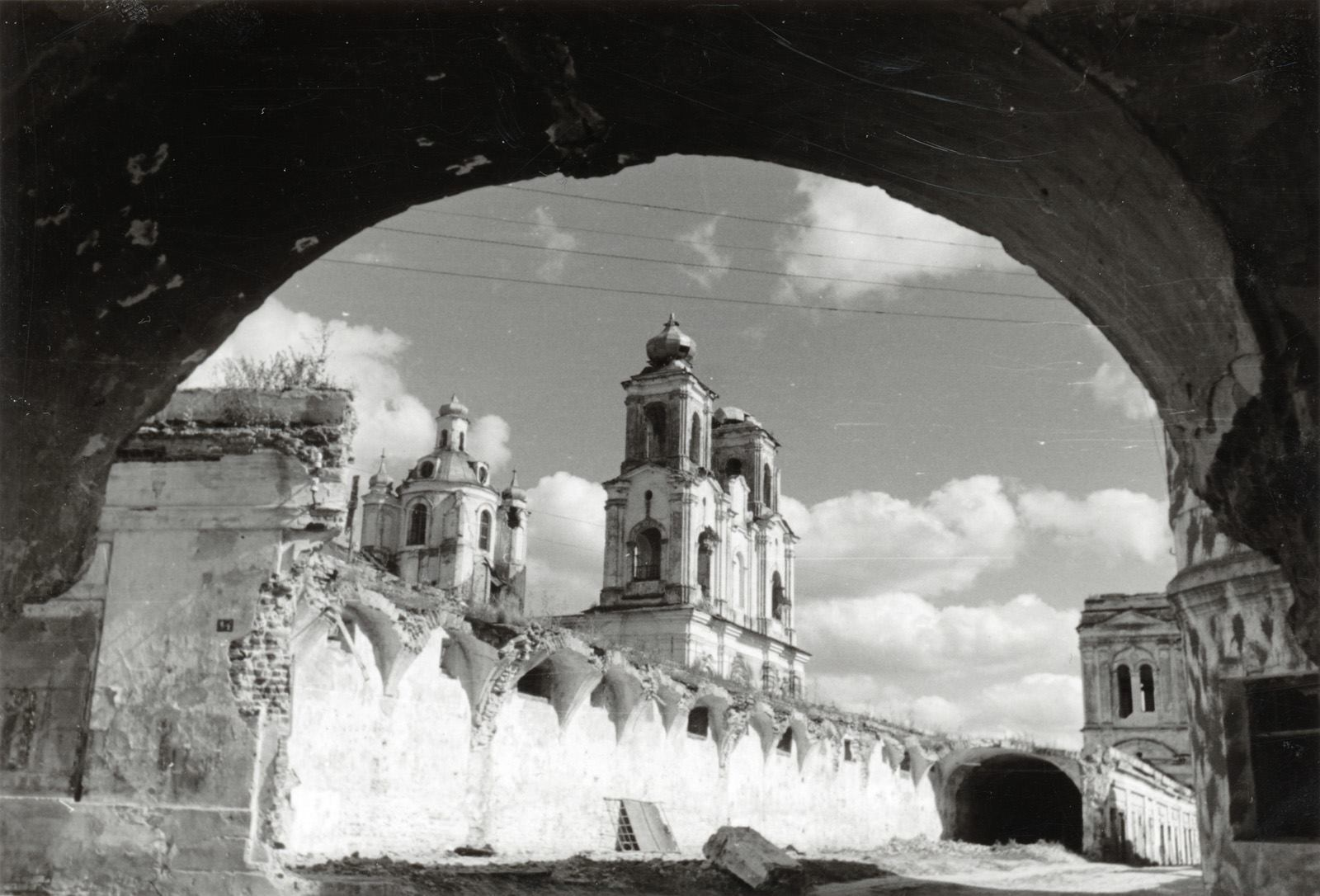
Могильовський Спаський монастир у 1942 році

Дерев'яна Спаська церква відома з 1478. З кінця XV ст. при церкві існували дерев'яні монастирські будівлі, де розташовувалися чернечі келії. У 1588 при монастирі затверджено православне братство, а в 1600 відкрилося школа. Братство проіснувало до 1618 року, коли церква була передана уніатам, які володіли нею до сер. 17 ст. У цей період братство, школа і друкарня діяли при церкві Входу Господнього в Єрусалим. У братській друкарні були видані: «Служитель» (1616 і 1617 рік), «Євангеліє учительне» (1619). У братській школі вивчали мови і богослов'я .
За умовами Зборівського договору 1649 році монастир знову став православним. При ньому перебувала єпископська кафедра і будинок, де жили архієреї. У 1659 р. збудовано нову церкву, також дерев'яну, яка згоріла у 1708 р.
У 1740–1742 рр. єпископ Йосип Вовчанський почав будівництво нового кам'яного храму, який був закінчений при єпископі Єронімі Вовчанському, але згорів 1748 р. З 1756 р. будівництвом Спасо-Преображенської церкви керував архієпископ Георгій Кониський, який викликав з Вільнюса відомого архітектора Йогана Кристофа Глаубіца. Поруч з церквою в 1762–1785 рр. був побудований кам'яний архієрейський палац. Нова церква була кафедральним собором Могильова до 1802 р.
У 1785 р. було закінчено будівництво кам'яної огорожі з воротами і двох'ярусною дзвіницею та монастирським корпусом.
У 1824 року в монастирі були храми: Спасо-Преображенський, в ім'я 40 Севастийських мучеників і Вознесіння Господнього. У головному храмі, в правому боковому вівтарі, перебувала чудотворна ікона Божої Матері в позолоченій ризі, яка, за свідченням переказів, чудесним чином колись з'явилася на стіні Могильовського замку. У Спаському соборі був похований Георгій Кониський.
При монастирі була багата бібліотека. Тут була написана «Хроніка Спаського монастиря» (1755), надрукована в 1871 р. під назвою «Різні записки, що стосуються Білоруського єпархії і тутешнього благочестя» (знаходиться в бібліотеці АН Литви, у Вільнюсі).
Монастир закритий у 1918 р. Церква та інші будівлі пошкоджені під час Другої світової війни і пізніше знесені, від монастиря збереглися дві будівлі.

## Архітектура
Комплекс включав кам'яні будівлі у стилі бароко: Спасо-Преображенську церкву, огорожу з воротами і дзвіницею і монастирський корпус. Разом з архієрейським палацом і будинками духовної семінарії утворював єдиний великий містобудівний ансамбль, який займав весь квартал на вул. Вітряній (сучасна вул. Ленінська).

### Спасо-Преображенська церква

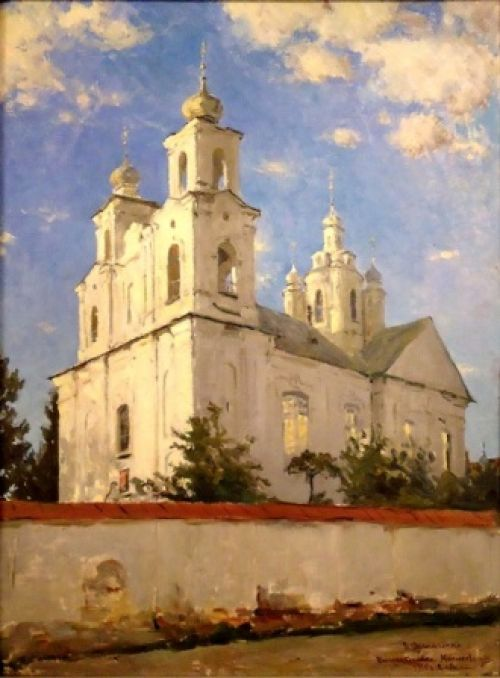
Спасо-Преображенська церква, 1916. Могильовський обласний краєзнавчий музей імені Е. Р. Романова

Церква розташовувалася на високому березі Дніпра, у глибині кварталу. Являла собою храм з 2-баштовим головним фасадом, який завершували 2-ярусні вежі, між якими розташовувався високий ступінчастий фронтон. Стіни фасадів завершилися широким тонкопрофільованим карнизом. В інтер'єрі чотири центричні стовпи підтримували купол. Інтер'єр був багато оздоблений могилевськими майстрами Мироном Пігаревичем і чеканником Петром Сліжиком.

### Монастир

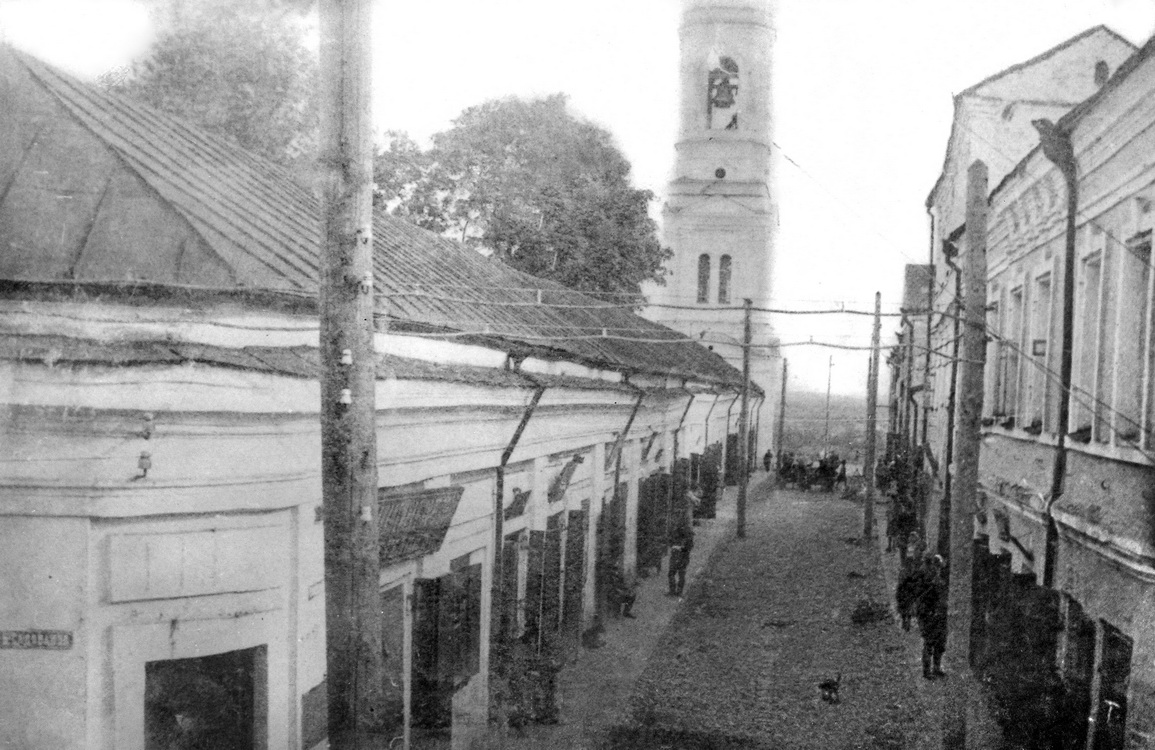
Торгові ряди з дзвіницею по Спаському провулку

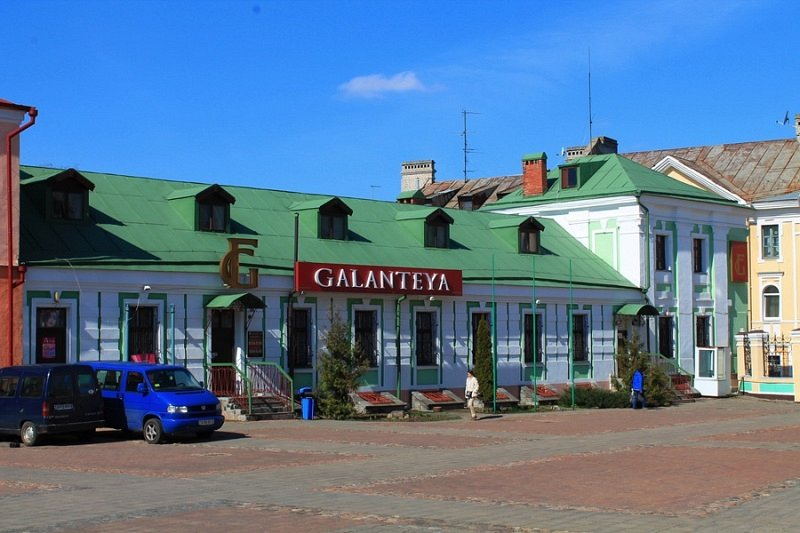
Монастирські корпуси

Г-подібний у плані монастирський корпус разом з огорожею оточував всю територію монастиря, утворюючи трапецієподібний внутрішній дворик. До монастирського корпусу прилягали торгові ряди з арковими входами. Монастирський корпус складався з двоповерхової частини, де розташовувалася консисторія, і одноповерхового крила, де розташовувалися келії і господарські приміщення. Зберігся корпус, який торцевим фасадом виходив на вул. Вітряну (Ленінську), і одна частина 1-поверхового крила. Пам'ятка республіканського значення. Головний фасад двоповерхового корпусу оброблений іонічними пілястрами на всю висоту. Віконні отвори декоровані лиштвами із замковим камінням і підвіконними прямокутними нішами. Одноповерхове крило оброблене віконними прорізами із простими наличниками і міжвіконними лопатками.